# 2011 في فنلندا
فيما يلي قوائم الأحداث التي وقعت خلال عام 2011 في فنلندا.

## أحداث
- 17 أبريل – الانتخابات البرلمانية الفنلندية 2011

## سياسة

### تعيين في المنصب
- 20 أبريل – يوركي كتاينن عضو برلمان فنلندا  [لغات أخرى]‏،رئيس وزراء فنلندا.
- 20 أبريل – يوها سيبيلا عضو برلمان فنلندا  [لغات أخرى]‏.
- 22 يونيو – ألكسندر ستوب Minister for European Affairs and Foreign Trade  [لغات أخرى]‏.
- 22 يونيو – إركي تووميويا وزير الخارجية [الإنجليزية]‏.
- 22 يونيو – هيدي هاوتلا Minister for International Development  [لغات أخرى]‏.
- 22 يونيو – يوتا أوربيلاينن وزير المالية [الإنجليزية]‏.

### انتهاء فترة المنصب
- 19 أبريل – ساولي نينيستو عضو برلمان فنلندا  [لغات أخرى]‏.
- 19 أبريل – لاسي فيرين عضو برلمان فنلندا  [لغات أخرى]‏.
- 19 أبريل – يوركي كتاينن عضو برلمان فنلندا  [لغات أخرى]‏،وزير المالية [الإنجليزية]‏.
- 22 يونيو – ألكسندر ستوب وزير الخارجية [الإنجليزية]‏.
- 22 يونيو – ماري كيفينييمي رئيس وزراء فنلندا.

## أفلام
من الأفلام التي صدرت هذه السنة في فنلندا:
- 1 يناير – لو هافر من إخراج أكي كاوريسمكي.

## وفيات

### يناير
- 25 يناير – أرتو يافاناينن (مواليد 1959) لاعب هوكي جليد فنلندي.[1]

### فبراير
- 11 فبراير – بو كاربيلان (مواليد 1926) كاتب فنلندي.[2]

### أغسطس
- 7 أغسطس – هاري هولكيري (مواليد 1937)[3]

### ديسمبر
- 4 ديسمبر – ماتي أوريانا يونسو (مواليد 1948)[4]